# Carlos Rincón (músico)
Carlos Enrique Rincón Ruiz (Lima, 16 de febrero de 1956), conocido también por su nombre artístico Ito Montuno, es un músico, productor musical y compositor peruano, que ha desarrollado la mayor parte de su carrera artística en la cumbia peruana y la música criolla. Es el fundador y director de la banda musical Sonando a partir del año 2024. 
Como compositor, ha compuesto para los cantantes Eva Ayllón, Leslie Shaw, Marisol, Eduardo del Perú, Ruth Karina, Ángelo Fukuy, Ana Kohler; así como los conjuntos musicales Agua Marina, Grupo Néctar, Hermanos Yaipén, Grupo 5 y Armonía 10. Dentro de sus obras notables, se ha destacado por crear los temas musicales «Lárgate», «Ojalá que te mueras», «Ritmo, color y sabor», «Asi es el amor», «Échele Compay», «Pensando en tí», «Pecadora», «Quédate con él», «Pendejerete» y «Hay niveles».

## Biografía
Es el hijo de Javier Rincón y Esperanza Ruiz. Comenzó su carrera artística en el año 1979, conformando el elenco de la banda musical Jarana Criolla, desempeñándose en la guitarra, donde se presentaba en los almuerzos en la fábrica de Cerveza Pilsen Callao. Se formó como guitarrista en los talleres del músico Pepe Torres.
Gracias a su destacada trayectoria, emprendería una faceta en la composición de canciones, prestando su presencia para el lanzamiento de los temas de diferentes agrupaciones musicales de la cumbia peruana, alcanzándolo al estrellato.
En el año 2000, participó en la elaboración de los sencillos «Así es el amor» y «Pensando en tí», ambas interpretados por el grupo musical Agua Marina, volviendo a trabajar con ellos en 2009. Con Agua Marina, ha grabado 53 temas bajo su autoría y la interpretación del vocalista José Quiroga.
Seguidamente, Rincón compuso el tema musical «Pecadora» para el Grupo Néctar, liderada por el vocalista Johnny Orosco, incluyendo los siguientes sencillos «El amor es ciego» y «Dime».
Trabajó con numerosos artistas internacionales como Basilio, Los Iracundos, Fernando de Madariaga y Manolo Galván en diferentes proyectos musicales en el formato de balada romántica.
En el año 2002, participó en la composición de la canción «Juramento», interpretado por el cantante Eduardo del Perú, en el cual le ha valido una gaviota de plata, ganando la categoría «Mejor interpretación» y «Mejor canción» en el Festival Internacional de la Canción de Viña del Mar de ese año. Adicionalmente, trabajó con la cantautora criolla Eva Ayllón en el lanzamiento de los temas «Ritmo, color y sabor» y «Yo te canto».
Trabajó para la cantante de tecnocumbia Ana Kohler en la elaboración de la canción «Mi amiga, mi enemiga». Más adelante, fue autor de «Arriba», interpretada por Ruth Karina.
En el año 2008, inicia su etapa de colaboraciones con la banda musical peruana Hermanos Yaipén para el lanzamiento de las canciones «Ojalá que te mueras» y «Lárgate», ambas bajo la voz del cantante Ángelo Fukuy. En el año 2009, el tema musical «Lárgate» fue premiada en la categoría «Mejor canción del año». Durante esa época, participó en la composición del sencillo «Quédate con él» del Grupo 5, interpretada por el vocalista John Kelvin.
En el año 2016, conformó la banda musical Carlos Rincón y los Avilés junto a Óscar Avilés Valverde y José Luis Guillón, familiares del fallecido músico Óscar Avilés. Lanzó sus discos inéditos Tu sabes amor y Corazón cobarde en ese año bajo su nombre artístico Ito Montuno.
En el año 2017, fue anunciado por el Instituto de Ingenieros de Minas del Perú para lanzar las canciones «Hay mi Lourdes», «El minero de Savia Andina» y «Dale minero dale». A su vez, lanzó el tema «Cúlpame», interpretada por el cantante Joaquín Arrunategui, en el cual le valió ocupar el primer puesto en la categoría «Canción ganadora» en el Festival de la Canción de Punta del Este, en Uruguay.
Años más tarde, en el año 2024 anunció de manera oficial su propia banda musical de cumbia peruana Sonando, conformando junto a su hijo Fabio Rincón y su sobrino Jorge Torres Rincón.
En ese mismo año, trabajó en los proyectos de la cantante Leslie Shaw, quien retoma su carrera musical trasladando de género a la cumbia peruana. Con Shaw, participó en la composición de la canción «Hay niveles», acompañada de la colaboración de Marisol. Además, fue autor del tema musical «Pendejerete», interpretada por Shaw y el fallecido cantante Paul Flores, integrante de la banda musical Armonía 10.
Pese al éxito de «Hay niveles» y «Pendejerete», en el año 2025 entró en disputa junto a Leslie Shaw por los derechos de autor, debido a que la cantante se apropiaria de su canciones, en especial de ésta primera. Según en una entrevista para el portal RPP, Rincón aseguró el origen del problema producto de un documento afirmando que el 20% de la canción le pertenece a Shaw por ser la intérprete y el 100% a Rincón por ser el autor de las dichas canciones. Durante su entrevista para el programa televisivo Magaly TV, la firme de ATV, Rincón afirmó haber recibido 7000 soles de regalías durante seis meses. Tras lo sucedido, Shaw lanza el remix de la canción con la colaboración del conjunto boliviano Kumbia Mortal.
En el año 2025, fue autor del tema musical «Ojo por ojo», interpretado por Micheille Soifer y Hermanos Yaipén.

## Discografía

### Álbumes de estudio
- 2002: Alacrán
- 2005: El son de mi tierra
- 2016: Tu sabes amor
- 2017: Corazón cobarde